# Arne Montén
Karl Ivar Arne Montén, född 6 augusti 1911 i Vassända-Naglums församling, Älvsborgs län, död 1979, var en svensk väg- och vattenbyggnadsingenjör.
Montén, som var son till rektor Fritz Montén och Helga Enhus, avlade avgångsexamen från tekniska gymnasiet i Malmö 1931 och utexaminerades från Kungliga Tekniska högskolan 1935. Han var vägingenjörsassistent i Jämtlands län 1935–1936, biträdande ingenjör vid Väg- och vattenbyggnadsstyrelsens hamnbyrå 1936–1938, förste ingenjör hos Bröd. Wiklunds Byggnads AB i Stockholm 1938–1941, förste assistent vid Västerås stads byggnadskontor 1941–1943, blev byggnadschef och stadsingenjör i Kristianstads stad 1943 och var byggnadschef där från 1947, under de sista åren med tjänstetiteln gatuchef. Han var major i Väg- och vattenbyggnadskåren. Han var ledamot av stadsfullmäktige 1955–1962, ordförande i civilförsvarnämnden och ledamot i taxeringsnämnden. Han var ordförande i Kristianstads flygklubb 1945–1950 och i Kristianstads tekniska förening 1956–1960.